# Universidade de Winnipeg
A Universidade de Winnipeg ou UWinnipeg é uma universidade pública em Winnipeg, Manitoba, Canadá. A instituição oferece faculdades de graduação em arte, negócios e economia, educação, ciência e cinesiologia e saúde aplicada, bem como programas de pós-graduação. As faculdades fundadoras da UWinnipeg eram o Manitoba College e o Wesley College, que se fundiram para formar o United College em 1938. A Universidade de Winnipeg foi fundada em 1967, quando o United College recebeu seu estatuto.

A revista Maclean's e o jornal The Globe and Mail consistentemente classificam a universidade entre as quinze principais de todas as universidades canadenses cujo foco principal é o ensino de graduação na categoria de satisfação do aluno. Em 2013, a UWinnipeg classificou-se em 13º entre 19 instituições de graduação principalmente.